# Aeroportul Dimapur
Aeroportul Dimapur (IATA: DMU, ICAO: VEMR) este un aeroport din Dimapur⁠(d), Dimapur district⁠(d), Nagaland, India ce deservește zona Dimapur⁠(d). Aeroportul a fost tranzitat în decembrie 2022 de 31.223 de pasageri. A fost numit după zona deservită.
Situat la o altitudine de 148 m, aeroportul dispune de o singură pistă. Este operat de Airports Authority of India⁠(d).